# ام‌اس اسلوفیورد (۱۹۳۸)
ام‌اس اسلوفیورد (۱۹۳۸) (به انگلیسی: MS Oslofjord (1938)) یک کشتی بود که طول آن ۱۷۹٫۲۰ متر (۵۸۷ فوت ۱۱ اینچ) بود.